# 로라 해링턴
로라 해링턴(Laura Harrington, 1958년 4월 29일 ~ )은 미국의 배우, 텔레비전 배우, 영화배우이다.
앤아버에서 태어났다.

## 영화
- 폴리 (1998년)
- 데블스 에드버킷 (1997년)
- 데드 에어 (1994년)
- 린다 (1993년)
- 길버트 그레이프 (1993년) - 에이미 그레이프 역
- 할아버지의 비밀 (1992년)
- FBI (1989년)
- 위험한 목격자 (1989년)
- 사선을 넘어 - TV 시리즈 (1989년)
- 마피아 알 카포네 (1987년)
- 맥시멈 오버드라이브 (1986년)
- 시티 걸 (1984년)
- 더 다크 엔드 오브 더 스트리트 (1981년)